# Pheidole tsailuni
Pheidole tsailuni är en myrart som beskrevs av Wheeler 1929. Pheidole tsailuni ingår i släktet Pheidole och familjen myror. Inga underarter finns listade i Catalogue of Life.